# Michelle Sank
Michelle Sank (nascida em 1953) é uma fotógrafa sul-africana. Ela deixou a África do Sul em 1978 e vive em Exeter, no sudoeste da Inglaterra, desde 1987.
O seu trabalho encontra-se incluído na colecção do Museu de Belas-Artes de Houston, do Centro para a Fotografia em Woodstock e do Royal Albert Memorial Museum.